# Le Péché (film, 1965)
Pour les articles homonymes, voir Le Péché.
Pour plus de détails, voir Fiche technique et Distribution.
Le Péché (الحرام, El-Haram) est un film égyptien réalisé par Henri Barakat, sorti en 1965.

## Synopsis
Aziza est une pauvre paysanne travaillant dans les récoltes de champs de pomme de terre. Lorsqu'elle se retrouve seule avec un des gardes, elle se fait violer. Aziza tombe enceinte et ne parle à personne du viol qu'elle a subi. Son mari, gravement malade et alité n'en saura rien. Elle essaiera de cacher sa grossesse le plus longtemps possible, jusqu'au moment où elle met au monde son petit dans une situation difficile. Elle mourra peu après, emportée par une fièvre.

## Autour du film
Tout au long du film , le réalisateur brosse le portrait de l'esclavagisme moderne que subissent les paysans dans les campagnes égyptiennes, accablés par leur dur travail dans les champs et opprimés par les riches propriétaires terriens insensibles à leur souffrance.
Le Péché a été présenté en compétition au Festival de Cannes 1965.

## Fiche technique
- Titre original : الحرام, El-Haram
- Titre français : Le Péché
- Réalisation : Henri Barakat

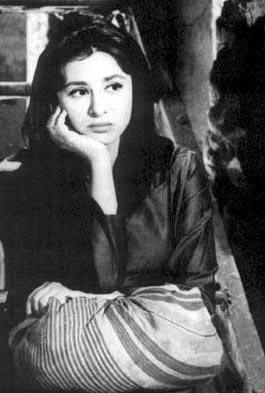
Faten Hamama dans Le Péché (1965)

- Scénario : Saad El-Din Wahbah, d'après un roman de Youssef Idriss
- Photographie : Diaa El-Mahdi
- Musique : Soliman Gamil
- Pays d'origine : Égypte
- Format : Noir et blanc - Mono
- Durée : 105 min
- Date de sortie : 1965

## Distribution
- Faten Hamama : Aziza
- Zaki Rostom : le contremaître
- Abdullah Gaith : le marié